# سرزمین پیری

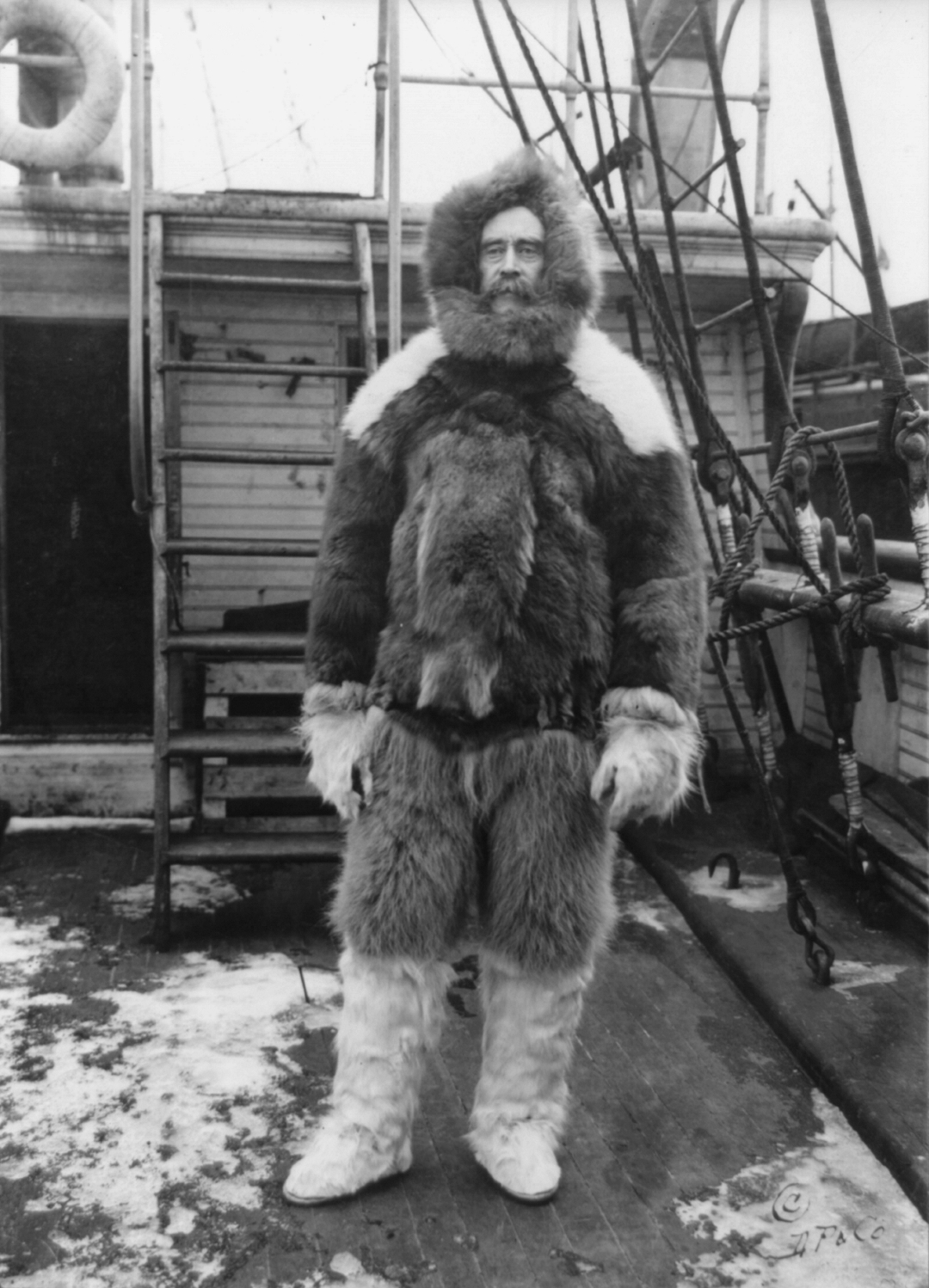
کاوشگر آمریکایی رابرت پیری با لباس‌های قطبی

سرزمین پیری (انگلیسی: Peary Land) یک شبه‌جزیره در شمال گرینلند است که به اقیانوس منجمد شمالی امتداد دارد. این شبه‌جزیره از فیورد ویکتوریا در غرب تا فیورد ایندیپندنس در جنوب و جنوب شرق و اقیانوس منجمد شمالی در شمال گسترده شده است و شامل دماغه موریس جسوپ، شمالی‌ترین نقطه سرزمین اصلی گرینلند، و دماغه بریجمن در شمال شرق است.

## تاریخچه

### سکونت‌های باستانی
سرزمین پیری در گذشته محل سکونت سه فرهنگ مختلف بوده که در دوره‌هایی با آب‌وهوای معتدل‌تر از شرایط کنونی زندگی می‌کردند:
- فرهنگ ایندیپندنس ۱، اسکیموهای دیرین (حدود ۲۰۰۰ سال پیش از میلاد، قدیمی‌ترین آثار مربوط به ۲۴۰۰ سال پیش از میلاد)
- فرهنگ ایندیپندنس ۲، اسکیموهای دیرین (۸۰۰ پیش از میلاد تا ۲۰۰ پیش از میلاد)
- مردم تولی (اجداد اینوئیت‌های امروزی، حدود ۱۳۰۰ میلادی)

### کاوش‌های پیری
این منطقه به نام رابرت پیری نام‌گذاری شده که برای اولین بار در سفر اکتشافی خود در سال‌های ۱۸۹۱ تا ۱۸۹۲ آن را کاوش کرد. در ابتدا تصور می‌شد که سرزمین پیری یک جزیره است و کانالی به نام کانال پیری آن را از جزیره اصلی جدا می‌کند. اما این کانال وجود نداشت. لودویگ میلیوس-اریکسن، رهبر بدفرجام هیئت دانمارک، در جستجوی این کانال در سال ۱۹۰۷ گمراه و به مرگ کشیده شد. اولین سفر کنود راسموسن در سال ۱۹۱۲ تأیید کرد که سرزمین پیری یک شبه‌جزیره است.

### تحقیق و استخراج معدن
دو ایستگاه تحقیقاتی قطبی در فیورد یورگن برونلوند، برونلوندوس (تأسیس ۱۹۴۸) و دماغه هارالد مولتکه (تأسیس ۱۹۷۲) قرار دارند. این ایستگاه‌ها توسط ایگیل کنوت تأسیس شده و پایه بسیاری از تحقیقات علمی بوده‌اند.
دماغه هارالد مولتکه بعداً در ارتباط با استفاده از باند فرودگاه طبیعی شرق دهانه آب‌درهٔ یورگن برونلوند ساخته شد. این دو ایستگاه در فاصله ۱۰ کیلومتری از یکدیگر در دو طرف آبدره قرار دارند، برونلوندوس در سمت غربی و ارتباط بین آنها در تابستان از طریق قایق و با توجه به شرایط یخ انجام می‌شود. پس از مرگ ایگیل کنوت، این ایستگاه‌ها توسط بنیاد سرزمین پیری اداره می‌شوند. امروزه، برونلوندوس به‌عنوان موزه‌ای با مجموعه‌ای از آثار اکتشافات قطبی توصیف می‌شود.
در سال ۱۹۹۳، روی و سرب در آبدره سیترونن کشف شدند. این ذخایر به‌عنوان بزرگ‌ترین ذخایر روی بهره‌برداری‌نشده در جهان شناخته می‌شوند و بهره‌برداری از معدن سیترونن در مرحله آماده‌سازی است. همچنین ذخایر مهم روی و باریم در آبدره ناوارانا شناسایی شده‌اند.

## جغرافیا
سرزمین پیری از دریای لینکلن (در غرب دماغه موریس جسوپ) و دریای وانلد در شمال، بخشی از اقیانوس منجمد شمالی، محدود شده است. جزیره اوداک، شمالی‌ترین نقطه خشکی جهان، در سواحل شمالی این منطقه قرار دارد. آبدره فردریک ای. هاید که از شرق تا عمق ۱۵۰ کیلومتر (۹۳ مایل) به سرزمین پیری نفوذ می‌کند، آن را به سرزمین پیری شمالی و سرزمین پیری جنوبی تقسیم می‌کند. دماغه آیلر راسموسن شرقی‌ترین نقطه این شبه‌جزیره است. خط ساحلی آن با آبدره‌های کوچکتر مانند آبدره جی. بی. اشلی و آبدره هلفیسک در شرق و آبدره سندز، آبدره بندیکت، آبدره جی. پی. کوچ، آبدره دی لانگ و آبدره وِیپیریچت در غرب به شدت فرورفته است. رودخانه بورگلوم، بزرگ‌ترین رودخانه گرینلند، نیز در این منطقه قرار دارد.
سرزمین پیری بخشی از هیچ شهرداری نیست و تحت مدیریت پارک ملی شمال شرق گرینلند است. اندازه این منطقه حدود ۳۷۵ کیلومتر (۲۳۳ مایل) از شرق به غرب و ۲۰۰ کیلومتر (۱۲۴ مایل) از شمال به جنوب است و مساحتی تخمینی برابر با ۵۷٬۰۰۰ کیلومتر مربع (۲۲٬۰۰۸ مایل مربع) دارد. این منطقه تنها کمی بیش از ۷۰۰ کیلومتر (۴۳۵ مایل) جنوب قطب شمال قرار دارد.
سرزمین پیری تحت پوشش کلاهک یخی نیست زیرا هوا بیش از حد خشک است که بتواند برف تولید کند. میزان بارش در این منطقه بسیار کم است (تنها حدود ۲۵ میلیمتر (۱ اینچ) در سال) و بیشتر سطح آن بیابان قطبی است. این منطقه که بیشتر در شمال مدار ۸۲ درجه شمالی قرار دارد، شامل شمالی‌ترین منطقه بدون یخ جهان است، عمدتاً در سرزمین پیری جنوبی (مانند سرزمین ملوایل و ساحل هرلوسهولم) در شمال آبدره ایندیپندنس. این منطقه در آخرین عصر یخبندان تحت پوشش یخچال‌ها قرار نگرفته است. با این حال، در بخش غربی آن، کلاهک یخی هانس تاوزن با یخی به ضخامت حداقل ۳۴۴ متر (۱٬۱۲۹ فوت) قرار دارد.

### کوه‌ها
سرزمین پیری منطقه‌ای کوهستانی است؛ بلندترین ارتفاع آن قله هلوِتیا با ارتفاع ۱٬۹۲۹ متر (۶٬۳۲۹ فوت) در رشته‌کوه روزولت، شمالی‌ترین رشته‌کوه جهان، قرار دارد. کوه ویستار با ارتفاع ۱٬۷۳۷ متر (۵٬۶۹۹ فوت) در نوردکرونه و استیِرن‌بانرتینده با ارتفاع ۱٬۴۳۳ متر (۴٬۷۰۱ فوت)، بلندترین نقطه رشته‌کوه اچ. اچ. بندیکت (زیرمجموعه‌ای از رشته‌کوه روزولت)، از دیگر ارتفاعات این منطقه هستند.
|  |  |

## گیاهان و جانوران
گاو مشک و موش قطبی یقه‌دار شمالی توسط پوشش گیاهی پراکنده‌ای که تنها ۵٪ از سطح این منطقه را می‌پوشاند، عمدتاً در اطراف آبدره یورگن برونلوند پشتیبانی می‌شوند. سایر جانوران شامل روباه قطبی، گرگ شمالگان، خرس قطبی و خرگوش قطبی هستند. در گذشته گوزن شمالی نیز در این منطقه حضور داشت، اما آخرین گزارش از مشاهده گوزن شمالی زنده در شمال گرینلند مربوط به سرزمین هال در سال ۱۹۲۲ است.
فلورای این منطقه شامل ۳۳ گونه از گیاهان گلدار است.
یک تا دو میلیون سال پیش، زمانی که آب‌وهوا گرم‌تر بود، درختانی مانند سیاه‌کاج، نوئل سیاه، توس، سرخدار و نوش در شمالی‌ترین بخش سرزمین پیری رشد می‌کردند.